# Sherborne-therapie
Sherborne-therapie, ook wel Development Movement, is een bewegingspedagogiek ontwikkeld door Veronica Sherborne gericht op het stimuleren van de ontwikkelingsmogelijkheden van een kind of volwassene door middel van beweging.

## Doel
De sherborne-therapie wil door middel van beweging de persoonlijkheidsontwikkeling stimuleren. Zelfvertrouwen, door basisveiligheid in het eigen lichaam, en vertrouwen, door veiligheid in de relatie met anderen, zijn binnen deze therapie twee basisbehoeften die nagestreefd worden.

## Doelgroep
Sherborne-therapie wordt vooral gebruikt in de begeleiding en behandeling van mensen met een mentale beperking. In de praktijk van de begeleiding en behandeling van kinderen met autisme wordt Sherborne ook toegepast.
De Sherborne/therapie wordt gebruikt in de begeleiden en behandelen van mensen met een mentale beperking.
Dit kan zijn kinderen met autisme en om de band tussen ouders en kinderen te versterken tijdens de groei.
Ook wordt het gebruikt bij gehandicapten waarbij veel soorten gehandicapten de aanraking als prettig beschouwen.

## Basisprincipes
De Sherborne-therapie wil vooral het bewustzijn van de eigen bewegingsmogelijkheden, zowel binnen zichzelf (het eigen lichaam) als naar anderen toe, uitbreiden.  Wie zich meer bewust is van de eigen bewegingen kan deze ook leren controleren en een evenwicht bereiken wat een begin kan zijn tot meer verkennen van de omgeving en betere communicatie.  Wat op zich weer leidt tot een groter zelfvertrouwen en geloof in de eigen mogelijkheden.
In de Sherborne-therapie zijn er drie soorten relaties: de 'met-elkaar-relaties' (met de therapeut), de 'tegen-elkaar-relaties' (de kracht van het eigen lichaam), en de 'samen-relaties' (afstemmen van zichzelf in de samenwerking met anderen).
De Sherborne-therapie legt zich vooral toe op vertrouwen en zelfvertrouwen ontwikkelen, en onderscheidt zich in die zin van motorische revalidatietherapie.